# Ljunga-Mossaryd
Ljunga-Mossaryd este o arie protejată (arie specială de conservare — SAC, sit de importanță comunitară — SCI) din Suedia întinsă pe o suprafață de 5,1 ha, integral pe uscat.

## Localizare
Centrul sitului Ljunga-Mossaryd este situat la coordonatele 57°23′02″N 14°34′57″E / 57.3839°N 14.5826°E.

## Înființare
Situl Ljunga-Mossaryd a fost declarat sit de importanță comunitară în ianuarie 1998 pentru a proteja un număr necunoscut de specii din flora spontană și fauna sălbatică aflate în arealul zonei. Situl a fost protejat și ca arie specială de conservare în martie 2011.

## Biodiversitate
Situată în ecoregiunea boreală, aria protejată conține 2 habitate naturale: Pajiști cu Molinia pe soluri calcaroase, turboase sau argilos-nămoloase (Molinion caeruleae), Mlaștini alcaline.
La baza desemnării sitului se află un număr nedeclarat de specii protejate.